# Union Féminine Angers Basket 49
L'Union Féminine Angers Basket 49 è una società femminile di pallacanestro di Angers fondata nel 2004.